# 仁尾サンシャインランド
仁尾サンシャインランド（におサンシャインランド）は、かつて香川県三豊郡仁尾町（現・三豊市）にあった仁尾興産経営の遊園地である。

## 概要
サンシャイン計画により仁尾町に太陽熱発電施設が開設されたことを記念して、その近接地で1981年から1983年まで開催された「仁尾太陽博」の盛況を受け、博覧会跡地39,600平米の敷地を用いて1984年3月15日に開業。
園内にはスフィンクス像があったが、これは先述の仁尾太陽博に建設されたパビリオンをそのまま受け継いだものであった。なお、このスフィンクス像は「スフィンクスの謎」という巨大迷路の入口だった。
ソラリウムという半円筒形のドーム施設を中心に、園内には観覧車、ジェットコースター、パターゴルフ、多目的広場の他、ピラミッドや長崎平和祈念像を模したもの（※：祈念像を模したものは、かかげる右手をピースにしていた）などがあった。
しかし、その後の不況と1991年に香川県綾歌町（現丸亀市綾歌町）に開業したレオマワールドに客足が奪われて衰退し、レジャーの多様化やアウトドア志向と園の形態が噛み合わず不採算に陥り、1995年10月29日に閉園。その後廃墟となり、2008年頃にスフィンクス像は取り壊された。
2010年1月に町内のスーパーマーケットが撤退したことを受け、地域住民のために豊富な品物をそろえるスーパーのような場を確保する目的で、地元企業の協力を得て跡地の一部を利用した産直市場「さんさん市場・仁尾」が同年11月19日にオープンした。
また、太陽熱発電施設の跡地には、四電工と菅組（仁尾町の地場建設業者）の共同出資により設立された仁尾太陽光発電により太陽光発電所「サンシャインパーク仁尾」が2013年に開設された。
その後、さんさん市場・仁尾も閉鎖。サンシャインパーク仁尾以外の敷地は2021年現在、東京に本社を持つ家庭用品製造販売のレックの四国工場が建設・稼働しており、完全に当時の面影は姿を消した。

## 営業時の入園料
- 大人：500円
- 子供：300円

## 作品
以下の作品の撮影に使用された。
- ほんとにあった! 呪いのビデオ Part.8 「遊園地」